# Erica Chenoweth
Erica Chenoweth, född 22 april 1980, är en amerikansk statsvetare, professor i public policy vid Harvard Kennedy School och Radcliffe Institute for Advanced Study. Hon är känd för sin forskning om ickevåld och civil olydnad.

## Biografi och karriär
Mellan 2012 och 2018 var Chenoweth professor vid University of Denver. Hon var fakultetsmedlem vid Josef Korbel School of International Studies. Hon ledde också universitetets program för Terrorism and Insurgency Research. 
Hon är forskare vid Peace Research Institute Oslo (PRIO).
Sedan 2018 är hon professor vid Harvard Kennedy School och Radcliffe Institute for Advanced Study vid Harvard University.

## Forskning
Chenoweth har jämfört politiska rörelser under de senaste hundra åren och fann att rörelser som använder sig av ickevåld har dubbelt så stor chans att nå sina mål som våldsamma rörelser.
Hon är också känd för att ha visat att det krävs att cirka 3,5% av befolkningen deltar aktivt i protester för att politisk förändring ska ske. Chenoweth menar att ingen regering klarar av att möta civil olydnad från 3,5% av befolkningen utan att antingen möta rörelsens krav eller (i extrema fall) kullkastas.
Den så kallade "3,5-regeln" har under slutet av 2010-talet lyfts fram som en central princip för bland andra klimatrörelsen Extinction Rebellion.

## Utmärkelser
Boken Why Civil Resistance Works vann 2012 Woodrow Wilson Foundation Award från American Political Science Association för "den bästa boken som publicerades i USA under föregående kalenderår om regering, politik eller internationell politik."
Tillsammans med Maria Stephan vann Chenoweth 2013 University of Louisvilles Grawemeyer Award for Ideas for Improving the World Order. 
Tidskriften Foreign Policy utsåg 2013 Chenoweth till en av Top 100 Global Thinkers of the year för att hon "bevisat att Gandhi hade rätt". Tidskriften lyfte hennes arbete för att bevisa effektiviteten hos ickevålds-rörelser.
År 2013 tilldelades hon Karl Deutsch Award.